# Savez nezavisnih socijaldemokrata
Savez nezavisnih socijaldemokrata parlamentarna je stranka Bosne i Hercegovine i Republike Srpske. Predsjednik stranke je Milorad Dodik, predsjednik entiteta Republika Srpska. Ova partija je izrasla iz Kluba neovisnih zastupnika u parlamentu Republike Srpske. Prosinca 2001., ujedinila se s Demokratskom socijalističkom partijom, odvojenim dijelom Socijalističke partije Republike Srpske. Poslije ujedinjenja, stranka je promijenila ime u Savez nezavisnih socijaldemokrata. U Republici Srpskoj ima većinsku prevlast u Narodnoj skupštini od 2006. godine.

## Povijest
U vrijeme prvih višestranačkih izbora u SR Bosni i Hercegovini, Milorad Dodik je bio član Saveza reformskih snaga Ante Markovića. Nakon što su hrvatski i bošnjački zastupnici Skupštine BiH izglasovali deklaraciju o neovisnosti Bosne i Hercegovine, Dodik, zajedno s drugim srpskim zastupnicima, napušta Skupštinu BiH te postaje zastupnikom novoosnovane Skupštine srpskog naroda u Bosni i Hercegovini. Ova je skupština 9. siječnja 1992. proglasila Srpsku Republiku Bosnu i Hercegovinu.
Zbog neslaganja s politikom Srpske demokratske stranke, Dodik osniva klub neovisnih zastupnika koji djeluje kao oporba Radovanu Karadžiću u vrijeme rata u Bosni i Hercegovini sve do potpisivanja Daytonskoga sporazuma. Nakon rata stvara se inicijativa da klub neovisnih zastupnika postane politička stranka. Na osnivačkom Saboru 10. ožujka 1996. tako je osnovan Stranka nezavisnih socijaldemokrata. Za predsjednika je izabran Milorad Dodik, a za glavnog tajnika Nenad Baštinac. Do rujna 1996. oformljeni su broji lokalni ogranci SNSD-a. Prvi cilj stranke je bilo pripremanje za sljedeće izbore. Na općim izborima održanim u rujnu 1996. SNSD sudjeluje u sklopu koalicije Narodni savez za slobodan mir i osvaja jedno zastupničko mjesto u Narodnoj skupštini Republike Srpske, a na općim 1997. je pobijedio u dvije općine, Laktašima i Srpcu.
Na sjednici Narodne skupštine 18. siječnja 1998. na prijedlog Biljane Plavšić, Dodik je izabran za predsjednika Vlade Republike Srpske. Na općim izborima održanim u rujnu 1998. SNSD je osvojio šest zastupničkih mjesta u Narodnoj skupštini, a taj rast je nastavio i kasnije. Iako nije imao većinu u Narodnoj skupštini, Dodik je ostao predsjednik Vlade sve do 2001. Od početka 2001. do 2006. SNSD je bila oporbena stranka. U to vrijeme ona okuplja manje stranke i brojčano raste. Najznačajniji događaj tog vremena bilo je spajanje Stranke nezavisnih socijaldemokrata i Demokratske scoijalističke partije 1. ožujka 2002. kada nastaje Savez nezavisnih socijaldemokrata.
U vrijeme reforme Ustava Bosne i Hercegovine i policije 2006., kada je Republika Srpska bila pod teškim pritiscima, Dodik je ponovno postao predsjednik Vlade RS-a. Na općim izborima održanim u listopadu 2006. SNSD dobiva većinu u Narodnoj skupštini, te Dodik ostaje na položaju predsjednika Vlade sve do 2010., kada je na općim izborima izabran za predsjednika Republike Srpske. SNSD je tako imao predsjednika Republike Srpske, predsjednika Vlade Republike Srpske i člana Predsjedništva Bosne i Hercegovine iz Republike Srpske. U razdoblju između 2006. i 2010. SNSD bilježi značajan porast broja članova te broji oko 140 000 članova. Bilježi i uspjeh na općinskim izborima, te dobiva 37 općina u RS-u i 3 u Federaciji Bosne i Hercegovine te 500 mandata u lokalnim skupštinama.

## Predstavnici u vlasti
Na izborima 2022. SNSD je osvojila:

### Državna i entitetska razina
| Tijelo                             | Zastupnika |
| ---------------------------------- | ---------- |
| Dom predstavnika Parlamenta BiH    | 6 / 42     |
| Dom predstavnika Parlamenta FBiH   | 0 / 98     |
| Narodna skupština Republike Srpske | 29 / 83    |

### Županijske skupštine u FBiH
| Županijska skupština              | Zastupnika |
| --------------------------------- | ---------- |
| Bosansko-podrinjska županija      | 0 / 25     |
| Hercegbosanska županija           | 2 / 25     |
| Hercegovačko-neretvanska županija | 0 / 30     |
| Posavska županija                 | 0 / 21     |
| Sarajevska županija               | 0 / 35     |
| Županija Središnja Bosna          | 0 / 30     |
| Tuzlanska županija                | 0 / 35     |
| Unsko-sanska županija             | 0 / 30     |
| Zapadnohercegovačka županija      | 0 / 23     |
| Zeničko-dobojska županija         | 0 / 35     |